# Rolf Gehring
Rolf Gehring (Düsseldorf, 25 novembre 1955) è un ex tennista tedesco.

## Carriera
In carriera ha vinto un titolo nel singolare, il BMW Open nel 1980. Nei tornei del Grande Slam ha ottenuto il suo miglior risultato raggiungendo i quarti di finale di doppio agli Australian Open nel 1976, in coppia con il connazionale Ulrich Marten.
In Coppa Davis ha disputato con la squadra della Germania Ovest un totale di 14 partite, collezionando 5 vittorie e 9 sconfitte.

## Statistiche

### Singolare

#### Vittorie (1)
| Numero | Anno           | Torneo                      | Superficie  | Avversario in finale | Punteggio          |
| 1.     | 26 maggio 1980 | BMW Open, Monaco di Baviera | Terra rossa | Christophe Freyss    | 6-2, 0-6, 6-2, 6-2 |

### Singolare

#### Finali perse (2)
| Numero | Anno             | Torneo                                                 | Superficie  | Avversario in finale | Punteggio               |
| 1.     | 19 novembre 1978 | International Tennis Championships of Colombia, Bogotà | Terra rossa | Víctor Pecci         | 4-6, 6-3, 3-6, 3-6      |
| 2.     | 23 novembre 1980 | ATP Buenos Aires, Buenos Aires                         | Terra rossa | José Luis Clerc      | 7-6, 6-2, 5-7, 0-6, 3-6 |

### Doppio

#### Finali perse (1)
| Numero | Anno             | Torneo                 | Superficie | Compagno | Avversari in finale        | Punteggio |
| 1.     | 14 febbraio 1982 | Richmond WCT, Richmond | Sintetico  | Syd Ball | Mark Edmondson Kim Warwick | 4-6, 2-6  |